# Krankhaus
Krankhaus – album australijskiej grupy Angelspit grającej industrial wydany w 2006 roku.

## Lista utworów
1. "A la Mode, a la Mort" – 3:53
2. "Vena Cava" – 3:30
3. "Elixir" – 3:47
4. "100%" – 3:15
5. "Juicy" – 3:55
6. "Flesh Stitched Onto a Frame" – 1:07
7. "Make You Sin" – 4:01
8. "Get Even" – 4:40
9. "Dead Letter" – 4:26
10. "Black Wine" – 5:48
11. "Scars and Stripes" – 4:47
12. "Create Desire" – 4:15
13. "Wolf" – 4:05
14. "Wreak Havoc" – 4:33